# Ringwood (Nova Jérsei)
Ringwood é um distrito localizado no estado americano de Nova Jérsei, no Condado de Passaic.

## Demografia
Segundo o censo americano de 2000, a sua população era de 12.396 habitantes.
Em 2006, foi estimada uma população de 12.814, um aumento de 418 (3.4%).

## Geografia
De acordo com o United States Census Bureau tem uma área de
72,6 km², dos quais 65,4 km² cobertos por terra e 7,2 km² cobertos por água.

## Localidades na vizinhança
O diagrama seguinte representa as localidades num raio de 12 km ao redor de Ringwood.